# スズドリ
スズドリ（ Procnias albus ）は、スズメ目カザリドリ科に属する鳥類の一種。種小名は「alba」と表記されることが多いが、属名の「Procnias」が男性名詞であることから「albus」が正しい。主な分布地は南米ギアナ地方の森林。ブラジルのパラー州、ベネズエラやトリニダード・トバゴにも分布する。

## 説明
スズドリは体長28cmほどに成長する。オスは純白で、黒い嘴には肉厚の黒い肉垂がある。これはProcnias属の他の2種と同様である。嘴上部からは、まばらな白い羽毛が横に垂れ下がっている。
メスは全体的にオリーブ色をしており、黄色がかった体下面にはオリーブ色の筋模様が入っていて、スズドリ属の他の種に似ている。オスを他の鳥と間違えることはまずないが、メスはアゴヒゲスズドリ (Procnias averano)にやや似ている。
本種のオスは非常に大きな声で求愛することで知られる。2019年にマサチューセッツ大学が発表した研究によると、スズドリの鳴き声は125 dBに達し、これは鳥類の鳴き声としては最も大きなものである。なお、
それまでの記録はムジカザリドリの116 dBである。
その大声は彼らの食性が関係している。果実を丸ごとついばんで食べ約1日で消化して種を吐く習性を持つが、果実を丸ごとのみ込めるよう、くちばしを90度を超す角度で開くことができる。これが金管楽器の広がった先端のような役割を果たし、音を増幅させる。ただし研究チームによると、メスはこのさえずりを聴いて近付いては来るものの、大音響を喜んでいるようには見えなかったという。

## 保全状況
スズドリは珍しい鳥であるが、その総個体数は多いと推定されている。森林伐採や焼畑農業により個体数はやや減少しているものの、絶滅の危機に瀕しているとは言えない。IUCN（国際自然保護連合）はその保護状況を「LC（低危険種）」と評価している。